# Клинці (Казахстан)
Клинці́ (каз. Клинцы) — село у складі Бурабайського району Акмолинської області Казахстану. Входить до складу Успеноюр'євського сільського округу.
Населення — 24 особи (2021; 56 у 2009, 91 у 1999, 151 у 1989).
Національний склад станом на 1989 рік:
- росіяни — 48 %;
- казахи — 38 %.

## Відомі мешканці
- Кривцова Валентина Іванівна (нар. 12 червня 1953) — українська фахівець в галузі енергетичного машинобудування, професор кафедри фізико-математичних дисциплін Національного університету цивільного захисту України, лауреатка Державної премії України в галузі науки і техніки[3].